# دامير فيتاس
دامير فيتاس هو لاعب كرة قدم كرواتي في مركز الدفاع، ولد في 11 مارس 1981 في جمهورية يوغوسلافيا الاشتراكية الاتحادية. لعب مع نادي سيليكس ونادي ليونغسكايل.

## وصلات خارجية
- دامير فيتاس على موقع قاعدة بيانات كرة القدم.إي يو (الإنجليزية)
- دامير فيتاس على موقع Soccerway.com (الإنجليزية)